# Hermann von Prag
Hermann von Prag (lateinisch Hermannus de Praga; * um 1280 in Prag; † 31. Dezember 1349 in Wormditt, Ermland) war in den Jahren 1337 bis 1349 Bischof von Ermland.

## Leben
Hermann von Prag entstammte vermutlich einer aus Melnik nach Prag eingewanderten bürgerlichen Familie. Im Jahre 1300 erwarb er an der Universität Bologna das Baccalaureat und später den akademischen Grad eines Doctor decretorum. Es ist nicht bekannt, wann er Domkustos am Prager Veitsdom wurde. 1327 war er am Hof in Avignon Päpstlicher Kaplan und Auditor der Rota. Zudem war er Kanoniker des Kollegiatstiftes St. Peter und Paul am Vyšehrad sowie Domherr von Regensburg. Papst Benedikt XII. berief ihn im Dezember 1337 gegen den Widerstand des Deutschen Ordens und des Domkapitels, das 1334 Martin Zindal gewählt hatte, zum Bischof von Ermland. Die Bischofsweihe erteilte ihm Anfang 1338 der Papst selbst. Da ihm das Domkapitel den Zutritt nach Ermland verweigerte, ist seine Anwesenheit im Bistum Ermland erst Anfang August 1340 belegt. 
Hermann von Prag erwarb sich große Verdienste um die Besiedlung seines Bistumsgebietes. Er gründete etwa 75 neue Ortschaften und einigte sich 1340 mit dem samländischen Bischof Johann Clare und 1341 mit dem Deutschen Orden über die Grenzen seines Hochstifts. Ebenfalls für 1341 ist in Heilsberg erstmals ein ermländischer Archidiakon belegt. 1346 gelang ihm eine Einigung mit dem Domkapitel über die Aufteilung des Landes.
Bereits 1341 gründete er nach böhmischem Vorbild in Pettelkau bei Braunsberg das Säkularkanonikerstift St. Salvator und aller Heiligen, das 1343 nach Glottau und 1347 nach Guttstadt verlegt wurde. 1343 veranstaltete er in Frauenburg die erste Diözesansynode. 1347 ließen sich in Rößel Augustiner-Eremiten der bayerischen Ordensprovinz nieder, 1349 folgten die Franziskaner in Wartenburg. 
Hermann von Prag verfasste mehrere theologische und kanonistische Schriften. Er förderte das Bildungs- und Schulwesen und gründete die Neustadt von Braunsberg. Wegen seines hohen Alters ernannte er 1343 seinen Domkustos Johann Stryprock (später Bischof Johann II. Stryprock) zum Verweser, der sich vor allem um die weltliche Verwaltung kümmerte. 1348 weihte Hermann den neuen Chor des Frauenburger Domes, wo er am 3. Januar 1350 beigesetzt wurde. Sein Todestag ist der 31. Dezember 1349.